# Bernhard Flemes
Bernhard Flemes (* 25. Oktober 1875 in Hannover; † 15. März 1940 in Hameln) war ein deutscher Lehrer, Dichter, Heimatschriftsteller und Kritiker.

## Leben
Bernhard Flemes war der Sohn des Lyrikers, Volkskundlers und Erzählers in plattdeutscher Sprache Christian Flemes (1847–1926).
Flemes arbeitete als Lehrer sowohl in Hannover als auch in Hameln. Als Schriftsteller trat er vor allem mit Gedichten, Geschichten und Schilderungen der Landschaften seiner Heimatregion hervor.

## Werke (Auswahl)
- Gottfried Haberkorfs Irrtum und andere Geschichten, Hannover: Sponholtz, 1913; Inhaltsverzeichnis
- Ländliche Geschichten (in Frakturschrift), Hannover: Sponholtz, 1918; Inhaltsverzeichnis
- Hinter dem Pflaster. Geschichten und Skizzen (in Fraktur), Hannover: Sponholtz, 1919; Inhaltsverzeichnis
- Führer durch Hameln, mit eingedruckten Zeichnungen von Otto Ubbelohde, hrsg. von der Stadt Hameln, Hameln: [Verkehrsverein Hameln], 1920; Inhaltsverzeichnis
- Bernhard Flemes (Hrsg.) Niedersachsen. Ein Heimatbuch, Leipzig: Brandstetter, 1922
  - unveränderter Nachdruck (= Weidlich Reprints), Frankfurt (Main): Weidlich, 1980, ISBN 3-8035-1093-7
- Bernhard Flemes (Mitarb.) et al.: Amtliche Festschrift zur 650-Jahrfeier der Sage vom Rattenfänger: 1284-1934, hrsg. vom Städtischen Verkehrsamt, Verkehrsverein Hameln e.V., 80 Seiten mit Abbildungen, [Hameln]: [Verkehrsverein], 1934